# Ordonnance du 27 juin 1787
Par l'ordonnance du 27 juin 1787, le roi Louis XVI abolit la corvée en nature et la remplace par une contribution pécuniaire. 
Édit du 8 août 1779
Abolition de la mainmorte, du droit de suite et de la servitude personnel dans le domaine royal. Décrets des 4, 6, 7, 8 et 11 août 1789
Abolition du régime féodal

## Contexte
À la fin de l'Ancien Régime, la corvée, prestation manuelle non rémunérée touchant principalement les paysans, prend le plus souvent la forme de travaux de voirie. Turgot, contrôleur général des finances à partir de 1774, déterminé à abolir tout travail forcé, engage la réforme de remplacer cet impôt en nature par un impôt en argent versé par les propriétaires terriens. Il supprime alors la corvée à travers son fameux édit de février 1776. Turgot a d'ailleurs mis en garde Louis XVI (« N’oubliez jamais que c’est la faiblesse qui a mis la tête de Charles Ier sur un billot »),. Néanmoins, cette mesure suscite le mécontentement et diverses pressions sont exercées sur le roi, qui se sépare de Turgot le 12 mai 1776 au profit de Clugny, et rétablit la corvée le 11 août suivant. Cette dernière est cependant aménagée par le règlement du 6 septembre 1776. L'arrêt du Conseil d'État du Roi du 6 novembre 1786 remplace par la suite la corvée par une contribution en argent. Ce remplacement est d'abord envisagé à titre provisoire : pour une période d'essai de trois ans, période dont l'ordonnance du 27 juin 1787 se fait l'écho.
L'artisan de cette ordonnance est Charles-Alexandre de Calonne.

## Contenu
Versailles , 27 juin 1787 Reg. en parlement le 28. ( R. S. C.) 
LOUIS, etc. Nous avons précédemment ordonné l'essai, pendant trois ans, de la conversion de la corvée en nature, pour la construction et l'entretien des grandes routes, en une prestation en argent.
Notre intention, dans cet essai, était de nous assurer encore davantage du vœu général de la nation en faveur de ce nouveau régime, qui s'était déjà de lui-même introduit dans plusieurs de nos provinces.
Il ne peut plus aujourd'hui nous rester le moindre doute sur la préférence qu'il mérite, puisqu'il vient de réunir tous les suffrages des notables de notre royaume, que nous avions appelés auprès de nous, pour nous éclairer sur les véritables intérêts de nos peuples.
En conséquence, nous avons résolu d'abolir, dès à présent et pour jamais, la corvée en nature, et de lui substituer une simple prestation ou contribution pécuniaire.
Les assemblées provinciales créées par notre édit registre le 22 de ce mois vont être incessamment établies dans les différentes parties de notre royaume.
Chargées, sous notre autorité et surveillance, et sous l'inspection de notre conseil, de tout ce qui regarde la confection et les réparations des chemins royaux et des autres ouvrages publics, ces assemblées nous proposeront, dès leurs premières séances, les mesures qui leur paraîtront le plus avantageuses, tant pour ces divers travaux en eux-mêmes, que pour la forme et le montant de l'imposition qu'il sera nécessaire d'y affecter, et qui seront autorisés par nous.
Mais, comme les assemblées provinciales ne pourront s'occuper de ces différents objets que pour l'année prochaine 1788, nous croyons indispensable de faire, pour l'année présente, plusieurs dispositions, sans lesquelles les chemins ou autres ouvrages publics, ci-devant entrepris ou entretenus par le moyen de la corvée, éprouveraient des retards et des dépérissements également préjudiciables aux communications du commerce et au bien général de nos sujets. À ces causes et autres à ce nous mouvant, de l'avis de notre conseil, et de notre certaine science, pleine puissance et autorité royale, nous avons dit, déclaré et ordonné, disons, déclarons et ordonnons, voulons et nous plaît ce qui suit :
Article 1er. À l'avenir, et à commencer de la présente année, tous les travaux relatifs, tant à la confection qu'à l'entretien des grandes routes et autres ouvrages publics en dépendants, seront exécutés dans tout notre royaume, au moyen d'une prestation ou contribution en argent, représentative de la corvée que nous avons supprimée et supprimons par ces présentes.
Article 2. Les assemblées provinciales établies par notre édit registre le 22 de ce mois seront, à commencer du 1er janvier 1788, chargées, sous notre autorité et surveillance, de tout ce qui concerne la contribution représentative de la corvée, la confection et l'entretien des chemins et grandes routes, chacune dans les districts et arrondissements qui leur seront par nous fixés.
Article 3. À compter du jour de l'enregistrement et publication des présentes, jusqu'au 1er janvier 1788, il sera par nous pourvu à tout ce qui peut avoir rapport aux confections et entretiens des grandes routes de notre royaume, au moyen d'une addition au brevet général de la taille, dont la répartition sera faite, sans distinction, sur tous les sujets taillables, ou tenus de la capitation roturière, sans néanmoins que ladite contribution additionnelle puisse excéder le sixième de la taille, des impositions accessoires et la capitation roturière, réunies pour les biens taillables, non plus que les trois cinquièmes de ladite capitation roturière, par rapport aux villes et communautés franches et abonnées, ainsi que dans les pays de taille réelle.
Article 4. Les deniers provenant de la contribution de chaque ville ou communauté seront, jusqu'audit jour 1er janvier 1788, et jusqu'à ce qu'il en ait été par nous autrement ordonné, sur les demandes des assemblées provinciales, levés en vertu d'un rôle séparé, par les mêmes collecteurs, chargés du recouvrement des impositions ordinaires, lesquels jouiront de six deniers pour livre de taxations, pour leur tenir lieu et les indemniser de tous frais de confection de rôle et de perception, et seront, les deniers provenant dudit recouvrement, versés directement des mains desdits collecteurs dans celles des entrepreneurs et adjudicataires, pour la confection et l'entretien des routes. 
(1) V. loi du 28 juillet 1824.

SI DONNONS MANDEMEMENT à nos amés et féaux Conseillers les Gens tenant notre Cour de Parlement à Paris, que ces présentes ils aient à faire lire, publier et registrer, et le contenu en icelles garder, observer et exécuter, selon leur forme et teneur : CAR tel est notre plaisir ; en témoin de quoi Nous avons fait notre scel à cesdites présentes. 

DONNÉ à Versailles, le vingt-septième jour de Juin, l'an de grâce mil sept cent quatre-vingt-sept, et de notre règne le quatorzième. 

Signé LOUIS,

Et plus bas : Par le Roi, LE MARÉCHAL DE CASTRIES. Vu au Conseil, LAURENT DE VILLEDEUIL. Et scellée du grand sceau de cire jaune.

Registrée, oui ce réquerant le Procureur Général du Roi, pour être exécutée selon la forme et teneur ; et copies collationnées de la dite Déclaration envoyées aux Bailliages et Sénéchaussées du Ressors, pour y être lues, publiées, et régistrées : Enjoins aux Substituts du Procureur du Roi esdits Sièges d'y tenir  la main, et d'en certifier la Cour au mois : Et sera le Roi très humblement supplié d'ordonner que la contribution additionnelle qui sera faite, ne puisse en aucun cas excéder la dixième partie des impositions qui seront supportées par les Taillables dans chaque Généralité, suivant l'Arrêt de ce jour. 

À Paris, en Parlement, toutes les Chambres assemblées, les Princes et Pairs y séants, le vingt-huit Juin mil sept cent quatre-vingt-sept.

Signé LEBRET.

## Portée et limites
La corvée est certes abolie, mais aussi remplacée par une nouvelle contribution fiscale. Cette dernière doit cependant être inférieure à : 

- 1/6e des sujets taillables (taille + impositions accessoires + capitation roturière) ;
- 3/5e de la capitation roturière ;
- 1/10e des impositions supportées par les taillables.

L'ordonnance mentionne que cette nouvelle contribution représentative de la corvée sera ensuite déterminée (assiette, levée et comptabilité) par les assemblées provinciales à compter du 1er janvier 1788.

## Sources et références
1. ↑  Évelyne Lever, Louis XVI, Paris (?), Fayard, 6 mars 1985
2. 1 2  Université de Saint-Étienne (Sous la coordination de René de Becdelièvre), Enquête sur les structures administratives et les ordres privilégiés en Forez à la veille de la Révolution, Saint-Étienne, Presses Universitaires de Saint-Étienne, 01/09/1998
3. ↑  Anne-Sophie Condette-Marcant, Bâtir une généralité : le droit des travaux publics dans la généralité d’Amiens au XVIIIe siècle, Vincennes, Institut de la gestion publique et du développement économique (IGPDE), 2001 - Dispnonilbe sur Cairn.info et Goolge Books
4. ↑  La Gazette de France, La Gazette de France, Numéros 1 à 104, Paris, Imprimerie de la Gazette de France, 1786
5. ↑  Sée Henri. André Lesort. — La question de la corvée des grands chemins sous Louis XVI après la chute de Turqot (1776-1786). (Comité des Travaux historiques, section d'histoire moderne et contemporaine. Notices, inventaires et documents, fasc. VII. In: Annales de Bretagne. Tome 35, numéro 3, 1921. pp. 512-513.  lire en ligne
6. ↑  Jean-Baptiste Jourdan, Decrusy, François-André Isambert, Alphonse Taillandier, Recueil général des anciennes lois françaises. Depuis l'an 420 jusqu'à la Révolution de 1789, Paris, Belin-Leprieur, 1821-1833 - Disponible sur Internet Archive et sur Google Books
7. ↑  Assemblée provinciale de Champagne, Procès-verbal de l'assemblée provinciale de Champagne en 1787, Châlons, Seneuze, 1787 - Disponible sur Gallica et sur Google Books